# Sự kiện Phụng Thiên
Sự kiện Phụng Thiên hay còn gọi là sự kiện Mãn Châu hoặc sự cố 9.18 (theo cách người Trung Quốc gọi) là một sự kiện cờ giả do quân đội Nhật Bản sắp đặt để lấy cớ xâm lược đông bắc Trung Quốc (tức Mãn Châu) năm 1931.
Ngày 18 tháng 9 năm 1931, một lượng nhỏ thuốc nổ được trung úy Kawamoto Suemori cho phát nổ gần một đường ray xe lửa thuộc tuyến đường sắt Nam Mãn Châu do Nhật Bản sở hữu gần Mukden (nay là Thẩm Dương). Dù rằng vụ nổ nhỏ không hề phá hủy đường ray cũng như một đoàn tàu đi qua đấy vài phút sau đó, Lục quân Đế quốc Nhật Bản đã buộc tội những người Trung Quốc chống Nhật chịu trách nhiệm cho việc này, và trả đũa bằng cuộc xâm lược tổng lực dẫn đến việc chiếm đóng Mãn Châu, tại đó Nhật Bản dựng lên chính phủ bù nhìn Mãn Châu Quốc sau đó sáu tháng. Thủ đoạn này đã sớm bị phơi bày trước cộng đồng quốc tế, khiến Nhật Bản bị cô lập về ngoại giao và việc Nhật Bản rút khỏi Hội Quốc Liên tháng 3 năm 1933.
Vụ đặt bom thường được biết đến với tên gọi Sự biến Liễu Điều hồ (Chữ hán phồn thể: 柳條湖事變; Giản thể: 柳条湖事变; pinyin: Liǔtiáohú Shìbiàn, Tiếng Nhật: 柳条湖事件, Ryūjōko-jiken). Toàn bộ sự kiện được gọi bằng cái tên Sự biến Mãn Châu (Kyūjitai: 滿洲事變, Shinjitai: 満州事変, Manshū-jihen) ở Nhật Bản và sự kiện 18 tháng 9 (Chữ hán phồn thể: 九一八事變; Giản thể: 九一八事变; pinyin: Jiǔyībā Shìbiàn) ở Trung Quốc

## Tình hình

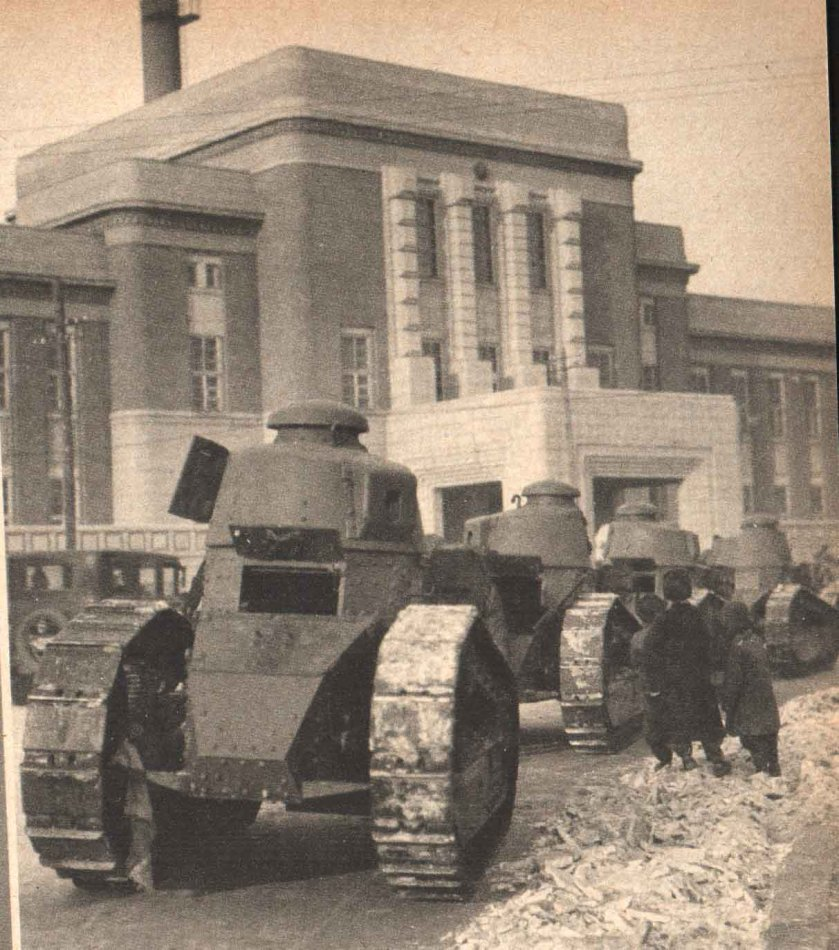
xe tăng FT-17 bị quân Nhật bắt giữ sau sự kiện 18 tháng 9

Nhật Bản bắt đầu tăng cường sự hiện diện kinh tế và quân sự ở Mãn Châu sau chiến tranh Nga-Nhật (1904-1905). Hòa ước Portsmouth nhằm kết thúc chiến tranh đã cho phép Nhật Bản thuê lại tuyến đường sắt Nam Mãn Châu (từ Trường Xuân đến Lữ Thuận) nằm trong tuyến đường sắt miền Đông Trung Quốc. Tuy nhiên, chính phủ Nhật Bản tuyên bố rằng sự kiểm soát này bao gồm cả các quyền mà Trung Quốc đã trao cho Nga trong Hiệp ước bí mật Trung-Nga năm 1896 và được bổ sung trong thỏa thuận Quan Đông Châu năm 1898. Những quyền này bao gồm quyền kiểm soát tuyệt đối và độc quyền đối với cùng đường sắt Nam Mãn Châu. Các trạm gác của người Nhật đã được thành lập trong khu vực nhằm đảm bảo an toàn cho các chuyến tàu. Tuy vậy vẫn có những người lính Nhật xuất hiện cũng như là những cuộc diễn tập bên ngoài khu vực này.
Trong khi đó, chính quyền Trung Hoa Dân Quốc mới thành lập tiến hành rất nhiều nỗ lực nhằm tuyên bố lại chủ quyền trên toàn bộ đất nước (xem bắc phạt) sau một thập kỉ bị chia cắt bởi nạn quân phiệt. Họ tuyên bố rằng hiệp ước bất bình đẳng trên là vô giá trị. Chính quyền Trung Hoa Dân Quốc cũng đồng thời ban hành những đạo luật mới về việc trục xuất tất cả người Nhật ở biên giới Mãn Châu (bao gồm cả những người Triều Tiên và Đài Loan sinh sống ở khu vực này khi Nhật chiếm đóng) mà không có bất kì sự bồi thường nào. Một quân phiệt lớn đóng tại Mãn Châu là Trương Tác Lâm cũng nỗ lực chiếm các vùng tô giới của Nhật Bản nhưng sau đó đã bị ám sát bởi Quân Quan Đông. Ngay sau đó Trương Học Lương, con trai và cũng là người kế nhiệm của Trương Tác Lâm, gia nhập chính phủ Quốc dân lãnh đạo bởi Tưởng Giới Thạch.
Xung đột Trung-Xô năm 1929 ở khu vực đường sắt viễn đông Trung Quốc(CER-Chinese Eastern Railroad) đã làm gia tăng sự căng thẳng ở vùng đông bắc mà sau này dẫn đến sự kiện Phụng Thiên. Thắng lợi của Hồng Quân Liên Xô trước quân của Trương Học Lương không chỉ tái khẳng định quyền kiểm soát của Liên Xô ở CER mà còn làm lộ ra nhiều điểm yếu của Quân Quan Đông, điều đã được phía Nhật nghiên cứu kĩ lưỡng.
Thắng lợi của Hồng Quân Liên Xô cũng đồng thời gây choáng váng cho chính quyền Nhật Bản khi mà Mãn Châu chính là trung tâm trong chính sách ở Đông Á. Tuy các hội nghị đế quốc viễn đông 1921 và 1927 đều tái khẳng định sự thống trị của Nhật Bản đối với Mãn Châu nhưng ngay sau đó, thắng lợi của Hồng Quân Liên Xô đã làm chính sách của Nhật lung lay tận gốc và khiến vấn đề Mãn Châu ngày càng trở nên nghiệm trọng. Các lãnh đạo của Quan Đông Quân sớm nhận ra rằng họ đang phải đối mặt với một Hồng Quân Liên Xô ngày càng mạnh hơn, do đó kế hoạch xâm chiếm vùng Đông Bắc cũng được đẩy nhanh tiến độ.
Tháng 4 năm 1931, một hội nghị lãnh đạo cấp quốc gia đã được tổ chức giữa Tưởng Giới Thạch và Trương Học Lương. Cả 2 đạt được thỏa thuận gạt bỏ mâu thuẫn để tập trung bảo vệ chủ quyền ở vùng Mãn Châu. Trong cùng thời điểm, các lãnh đạo của Quan Đông Quân cũng bắt đầu bí mật lên kế hoạch xâm lược Mãn Châu.